# HY 2006 KUMAKARA AMAE TOUR 〜ここから未来へ〜
『HY 2006 KUMAKARA AMAE TOUR 〜ここから未来へ〜』（えいちわい2006くまからあまえつあーここからみらいへ）は、日本のバンドHYの4枚目の映像作品。2007年3月7日発売。発売元は東屋慶名建設。

## 概要
ライブツアー「HY 2006 KUMAKARA AMAE TOUR～ここから未来へ～」の日本武道館・大阪城ホールでの映像と、北谷町美浜でのストリートライブの模様を収録。

## 収録曲
- scene ～ここから未来へ～

1. 隆福丸
2. 4WD
3. 僕がキミを
4. canvas
5. Fortune
6. 未来
7. DADA
8. 33ナンバー
9. この物語
10. ホワイトビーチ
11. 旅立ち

- scene ～NIPPON BUDOKAN～

1. 隆福丸
2. 4WD
3. コントロール
4. DADA
5. 33ナンバー
6. ホワイトビーチ
7. 旅立ち

- scene ～OSAKA-JO HALL～

1. 僕がキミを
2. canvas
3. Fortune
4. AM11:00
5. この物語
6. 旅立ち

- scene ～OKINAWA CHATAN MIHAMA CARNIVAL PARK～

1. ポーカーフェイス
2. 未来
3. 旅立ち